# GFC Pousa
O Grupo de Futebol Clube da Pousa é um clube de futebol português fundado e sediado na freguesia da Pousa em Barcelos a 05 de junho de 1956 (69 anos). O Campo da Reguela é o atual estádio do clube, em 2016 o campo foi requalificado tendo posto um relvado sintético, tem capacidade para mais de 1 800 espectadores. O atual presidente do clube é Carlos Matos. 
A principal equipa de futebol possui 2 títulos, o último conquistado na época de 2009-10, sendo campeão da AF Braga 2º Divisão. O clube irá subir pela 1º vez em 2020-21 ao Pró-Nacional, principal competição distrital da AF Braga.

## História[2]

### Fundação e primeiros anos
O Grupo de Futebol Clube da Pousa foi fundado em 1956. Inicialmente, o clube entrou em torneios de e entre freguesias, tendo ganho vários. Estes torneios eram do tipo quadrangular, triangular ou mesmo pequenos campeonatos e levavam a deslocações a várias cidades do país. A participação nestes fazia-se pela recepção de convites das Casas do Povo de outras freguesias, dado que naqueles tempos eram estas que representavam uma ou várias freguesias a nível desportivo amador. O Pousa representava a Casa do Povo de Martim que englobava também Pousa, Areias de Vilar e Encourados. Nestes torneios a equipa era formada exclusivamente por jogadores naturais da Pousa. 

### Crescimento e pós 25 de Abril
Posteriormente o clube entra no campeonato da FNAT (Fundação Nacional para a Alegria no Trabalho) que em 1975 mudou o seu nome para Inatel (Instituto Nacional para o Aproveitamento dos Tempos Livres dos Trabalhadores). Nesta fase a equipa já englobava jogadores de outras freguesias. O clube sagrou-se campeão distrital neste campeonato, foi ao respectivo campeonato nacional e disputou dois jogos. O primeiro foi jogado no Campo de Lourosa com o representante da Guarda e o resultado foi de 6-1 a favor da Pousa. O segundo foi jogado no campo atual do Chaves com o representante de Bragança, Casa de Povo de Vinhais, tendo este terminado com o resultado de 4-3 a favor do adversário, sendo o GFC Pousa eliminado da prova. 
Com o sucesso no campeonato distrital a direção da altura presidida por Joaquim Morgado Martins, da qual faziam também parte os diretores José Duarte Costa e Artur Oliveira Ferreira, resolveu filiar o clube na AF Braga em 5 de Julho de 1976. O clube teve sempre boas participações na Taça de AF Braga sendo a melhor a conseguida na época de 2005/06, em que chegou pela primeira vez às meias finais da competição, tendo sido afastado da final pelo Vieira, ao perder por 2-1.   

## Plantel para 2020-21
Atualizado em 6 de julho de 2020

###### Renovações
- Equipa Técnica:  Lelo Fernandes(TR),  Micael(TA),  Ângelo Araújo(TA),  Diana(Fisioterapeuta) e  Júlio(Técnico de Equipamentos)
- Guarda-Redes:  Keko
- Defesas:  Diogo,  André Guimarães,  Vítor Pereira,  Miguel Rocha
- Médios:  Deco e  Pedro Teixeira,  Zeca
- Avançados:  Gil,  João Pedro,  Rica,  Bruninho

###### Contratações
- Rui Lopes -  SC Cabreiros
- Pepa -  S. Paio D'Arcos FC
- Edu -  AD Limianos
- Ruizinho -  GD Prado
- Tiago André -  GDR Ribeira do Neiva
- Zé Miguel -  AD Águias da Graça
- Rafael -   Dumiense FC
- Diogo Coelho -  GF Prado
- Rochinha -  Vieira SC